# Miriam Dalli
Miriam Dalli (ur. 19 maja 1976 w St. Julian’s) – maltańska dziennikarka i polityk, posłanka do Parlamentu Europejskiego VIII i IX kadencji, deputowana do Izby Reprezentantów oraz minister.

## Życiorys
Studiowała komunikację, zarządzanie i prawo na Uniwersytecie Maltańskim. Pracowała jako dziennikarka, producentka i prezenterka telewizyjna w stacji One TV, związana z programami publicystycznymi i śledczymi. Przez cztery lata pełniła funkcję wydawcy serwisu informacyjnego ONE News, będąc pierwszą na Malcie kobietą kierującą telewizyjnymi wiadomościami. Po odejściu z telewizji została doradcą w ministerstwie energii i gospodarki wodnej.
W wyborach w 2014 z ramienia Partii Pracy uzyskała mandat eurodeputowanej. W PE dołączyła do frakcji Postępowego Sojuszu Socjalistów i Demokratów. W 2019 z powodzeniem ubiegała się o reelekcję. Z PE odeszła w październiku 2020 w związku z dokooptowaniem jej do maltańskiej Izby Reprezentantów. W 2022 uzyskała mandat posłanki w wyborach powszechnych.
W listopadzie 2020 dołączyła do gabinetu Roberta Abeli jako minister energii, przedsiębiorczości i zrównoważonego rozwoju. W marcu 2022 w drugim rządzie dotychczasowego premiera objęła funkcję ministra energii, środowiska i przedsiębiorczości (od stycznia 2024 jako minister energii, środowiska i renowacji portu).